# DJ Mahmut & Murat G.
DJ Mahmut und Murat G (bürgerlich Mahmut Altunay und Murat Güngör) war ein deutschtürkisches Hip-Hop-Duo aus Frankfurt am Main. Die Formation gehörte zu den frühsten deutschtürkischen Hip-Hop-Crews, die in der multikulturellen Szene erfolgreich waren, und zählt neben Gruppen wie Islamic Force und Karakan zu den Begründern des türkischsprachigen Hip-Hop.

## Wirken
Anfang der 1990er Jahre traten sie als DJ Mahmut und Murat G. auf. DJ Mahmut und Murat G. galten eher als Vertreter des politisch korrekten Raps. Die Sprache der Raps ist türkisch und deutsch, mitunter auch französisch.
Erste kleinere Auftritte hatte das Duo 1993. Ein selbstgegründetes Label Looptown (zusammen mit Volkan Türeli alias Volkan T.) gab es dann 1994, noch vor dem Entstehen einer eigenständigen türkischen Hip-Hop-Szene, das Posse-Album Looptown presents Turkish Hip Hop mit deutschtürkischen Künstlern heraus. Das Album, dessen Texte von Rassismus handeln, gilt als das erste Album in türkischer Sprache. Erst ein Jahr darauf erlebte der deutschtürkische Rap mit dem Zusammenschluss türkischer Hiphop-Bands unter dem Namen Cartel in Berlin seinen kommerziellen Durchbruch.
Das Soloalbum des Duos folgte 1997 mit dem Titel Garip Dünya (übersetzt „Verrückte Welt“, „Merkwürdige Welt“). Aufgenommen wurde das Album, auf dem sich das Duo von der Rapperin Kalibra, von Steryo C.E.M. und den französischen Hip-Hop-Crews Perle Noir und La Mixture unterstützen ließ, von Boulevard Bou. Auch MC Torchmann ist mit einem kurzen, türkisch gesprochenen Gastspiel im Song Sevgi Dolu Günler zu hören. Die Zeitschrift Intro rezensierte im Oktober 1997: „Wo ihre deutschsprachigen Raps bisweilen ins Stocken geraten oder auch mal an VARIETY PAC erinnern, bleibt ihr Flow im türkischen Style absolut ungeschlagen. DJ MAHMUT und MC MURAT beschreiben unsere „Merkwürdige Welt“ (vgl. Albumtitel) mit soviel musikalischer Eigenständigkeit und Stärke, daß man gerne als Zuhörer ihrer Erzählungen verweilt.“ Mit den Titeln des Albums tourte das Duo 1999 auch durch Großstädte der Türkei. Das Label Looptown war bis 1998 aktiv.
DJ Mahmut hat neben seiner Tätigkeit in dem hier beschriebenen Hip-Hop-Projekt in zahlreichen renommierten Clubs seines Heimatlandes aufgelegt und ist auch an anderen Projekten wie Mardi Gras.bb beteiligt. Er rappt sowohl in deutscher als auch in türkischer Sprache. Murat G. ist auch als Musikproduzent und Buchautor tätig.

## Diskografie
- 1994: DJ Mahmut, Volkan, Murat, KMR (Posse-CD-Album mit Volkan T. und K.M.R.;  Looptown/Vertrieb: EFA Medien /  1995: Hades Records)
- 1997: Garip Dünya (CD-Album / Doppel-LP;  Looptown/Vertrieb: EFA Medien /  1998: Kod Müzik)

Sampler-Beiträge:
- 1995: Son Durak auf Metabolic & No Mistake  (CD;  Hazelwood Records)
- 1997: Seh Die Blicke auf EFA – Vol. 11 – Life Is Too Short For Boring Music (Promo-Doppel-CD;  EFA Medien)
- 1999: Nereye Baksam auf Türkçe Hip Hop Mixtape (Mixtape von Boulevard Bou;  360° Records)
- 2001: Nereye Baksam auf 20 Jahre Hiphop in Deutschland (Doppel-CD;  Koch Records)